# Bellota formicina
Bellota formicina là một loài nhện trong họ Salticidae.
Loài này thuộc chi Bellota. Bellota formicina được Władysław Taczanowski miêu tả năm 1878.